# Andrei Istrăţescu
Andrei Istrățescu (Romania, 3 dicembre 1975) è uno scacchista rumeno.
Grande maestro dal 1994, nel 2011 ha cambiato federazione, passando da quella rumena a quella francese.

## Principali risultati
- 1991: vince a Mamaia il Campionato europeo U16;
- 1992: vince il Campionato rumeno;
- 1994: vince il Memorial Ciocaltea di Bucarest;
- 2001: vince il torneo Bucharest Spring;[1]
- 2001: vince il Rohde Open di Sautron (ripetuto nel 2003);
- 2002: vince il torneo C di Wijk aan Zee;
- 2004: vince l'open di Plancoët;[2]
- 2004: secondo dietro a Anatolij Karpov nel torneo rapid di Aix-en-Provence;
- 2005: vince l'open di Nancy;
- 2010: vince il Torneo di Hastings 2009/10, alla pari con Romain Édouard, David Howell e Mark Hebden;[3]
- 2018: vince l'open Lenin di Capri

Ha raggiunto il rating FIDE più alto in marzo 2014, con 2672 punti Elo.